# 계사명 사리구
계사명 사리구(癸巳銘 舍利具)는 부산광역시 서구 동아대학교박물관에 있는 조선시대의 계사명 사리구이다. 2012년 10월 30일 부산광역시의 유형문화재 제123호로 지정되었다.

## 개요
동아대학교박물관에서 소장하고 있는 계사명 사리구는 총 4개의 용기로 구성된 조선후기의 유물로, 경상남도 울주군 웅촌면 대복리에서 출토되었다고 전한다. 외함(外函)은 청화명문이 있는 백자이며, 그 안쪽에 납작한 금속제 원형 합 2점과 금속제 원통형 합 등 3점의 그릇이 봉안되어 있다.
바깥쪽의 외함인 백자 합 동체 중앙부 표면에 청화안료로 쓴 “癸巳二月日 施主承表 兩主”라는 명문이 세로로 세 줄에 걸쳐서 쓰여 있어 조선 후기인 계사년에 시주자인 승표 부부가 발원하여 만든 것임을 알 수 있다.
동아대학교박물관의 계사명 사리구는 정확한 제작연대는 알 수 없지만 명문 등을 통해 적어도 17세기 이후에 제작된 것으로 추정되는 작품으로, 명문이 있는 조선 후기 경상도 지역 출토 사리장엄구라는 점에서 중요한 가치를 지닌 작품으로 판단된다.
조선 후기 사리장엄구는 아직까지 조사와 연구가 거의 이루어지지 않았으나, 이처럼 세트를 갖추어 출토된 유물은 비교적 드문 편임을 고려할 때, 이 계사명 사리장엄구는 제작연대와 발원자의 이름이 밝혀져 있으며, 지금까지 출토된 예가 드문 비교적 완전한 세트를 가진 유물이라는 점에서 조선 후기 사리장엄구 연구에 자료적 가치를 지닌 유물이다.

## 참고 자료
- 계사명 사리구 - 국가유산청 국가유산포털